# Gamova

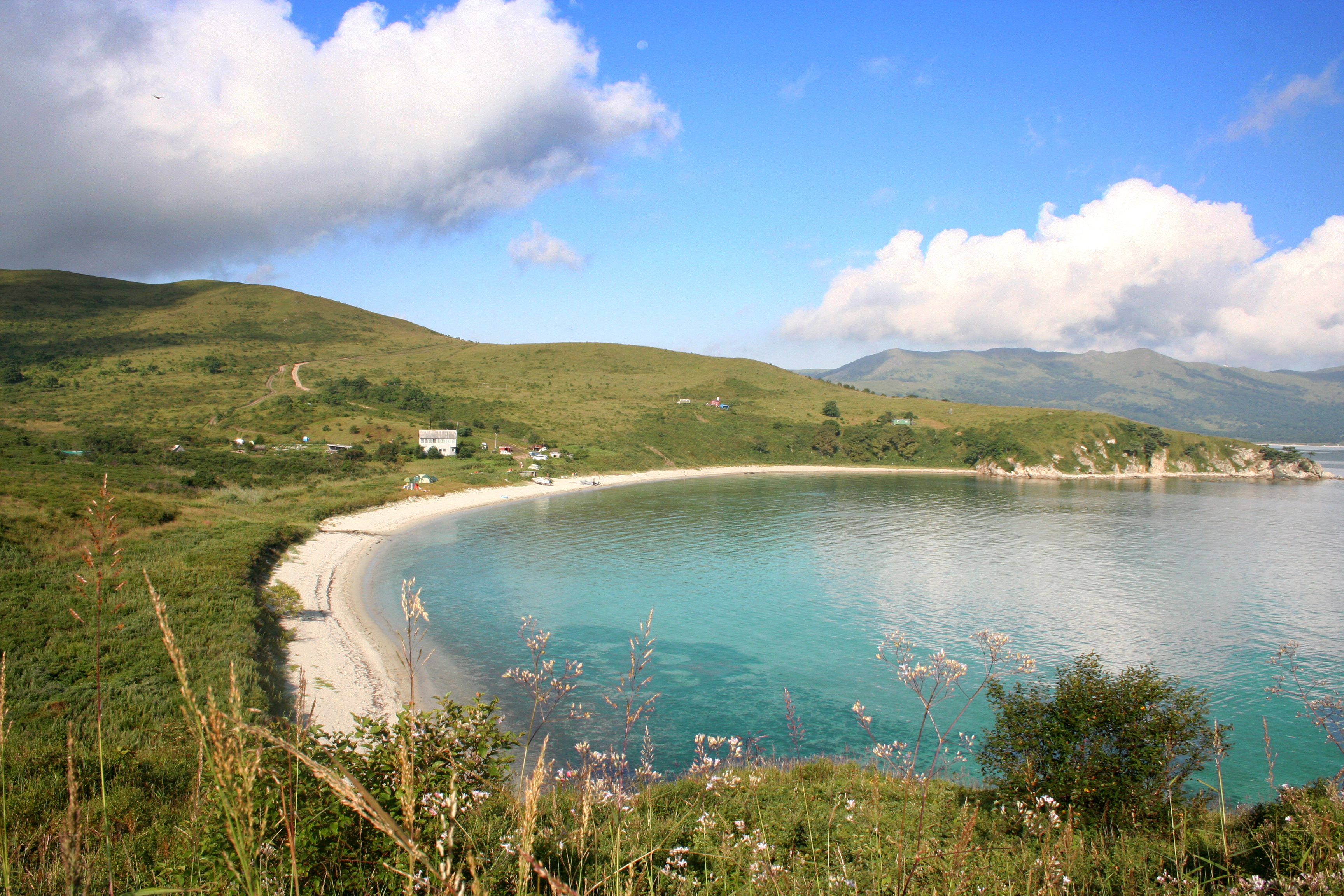

Gamova (Russisch: Гамова) of Gamov (Гамов) is een schiereiland in het noordelijke deel van de Posjetbaai van de Baai van Peter de Grote. Het schiereiland is vernoemd naar Kaap Gamova aan het uiteinde ervan, die weer vernoemd is naar de 19e-eeuwse marineofficier Dmitri Gamov. Het schiereiland werd in 1862 bezocht en in detail beschreven door een expeditie onder leiding van de Russische marineofficier Vasili Babkin. Op Kaap Gamova bevindt zich een vuurtoren (nr. 1 van Rusland; nummering begint in Verre Oosten) en het gelijknamige vuurtorengehucht Majak Gamova.
Het schiereiland vormt deels onderdeel van het natuurgebied Dalnevostotsjny morskoj (onder andere de kekoery Baklan) en staat bekend om haar heldere water en onderwaterlandschappen. Het wordt gezien als een van de beste plekken om te duiken vanwege de vele scheepswrakken: Het schiereiland is namelijk berucht om de schepen die er vergingen, waarvan het bekendste het militaire onderzoekschip Kvarts was, dat door een besturingsfout hier zonk naar een diepte van 36 meter in 1982. Een ander schip dat hier zonk was het stoomschip Vladimir in 1897, waarvan in 1996 onderdelen werden ontdekt, maar waarvan de locatie tot op heden onbekend is. Het zinken van de boot vond plaats tijdens de bouw van vuurtoren Nazimova (1888-1906) door Franse bouwlieden en volgens sommigen zou het niet zijn gebeurd wanneer deze vuurtoren reeds voltooid zou zijn geweest.